# Hubert Deittert
Hubert Deittert, né le 21 mars 1941 à Neuenkirchen et mort le 19 avril 2020 dans la même ville, est un homme politique allemand, membre de l'Union chrétienne-démocrate (CDU). Il est député au Bundestag de 1994 à 2009.

## Biographie
Deittert naît le 21 mars 1941 à Neuenkirchen (localité de Rietberg) dans la province de Westphalie. Il étudie à la Volksschule de Varensell (également localité de Rietberg) de 1947 à 1955 puis, après un apprentissage de 1955 à 1958 et une école spécialisée à Wiedenbrück de 1959 à 1961, exerce le métier d'agriculteur indépendant. Il meurt le 19 avril 2020 dans sa ville natale, à 79 ans.

### Parcours politique
Deittert adhère à la CDU en 1964. Entré au comité de district du parti en 1970, il est membre de 1975 à 1998 du conseil municipal de Rietberg dont il est, de plus, le maire de 1977 à 1997.
Lors des élections fédérales d'octobre 1994, Deittert est élu député au Bundestag dans la circonscription de Gütersloh en Rhénanie-du-Nord-Westphalie, sous les couleurs de la CDU. Réélu en 1998, 2002 et 2005, il prend part à plusieurs commissions parlementaires, dont celle des pétitions, celle des transports et celle de l'alimentation, de l'agriculture et des forêts. Il quitte ses fonctions en 2009.